# Bolek i Lolek wśród górników
Bolek i Lolek wśród górników – polski serial animowany dla dzieci wyprodukowany w 1980 roku. Dziewiąty cykl o przygodach Bolka i Lolka.

## Opis fabuły
Serial opowiada o kolejnych przygodach dwóch chłopców – Bolka i Lolka, którzy dostają zaproszenie od wujka Karlika i przyjeżdżają na Śląsk.

## Twórcy
- Reżyseria: Stanisław Dülz, Romuald Kłys
- Scenariusz: Władysław Nehrebecki, Leszek Mech
- Opracowanie plastyczne: Tadeusz Depa
- Muzyka: Tadeusz Kocyba

## Spis odcinków
- odc. 1. Wuj Karlik – reż. Stanisław Dülz
- odc. 2. Zielona hałda – reż. Jan Hoder
- odc. 3. Skarbnik – reż. Romuald Kłys
- odc. 4. Barbórka – reż. Józef Byrdy
- odc. 5. Pasowanie na górnika – reż. Ryszard Lepióra
- odc. 6. W starej kopalni – reż. Romuald Kłys
- odc. 7. Czarne złoto – reż. Stanisław Dülz